# Campionat d'Espanya de trial 1979
La temporada de 1979 del Campionat d'Espanya de trial fou la 12a edició d'aquest campionat, organitzat per la Reial Federació Motociclista Espanyola. El calendari oficial constava de 8 proves puntuables. 5 de les proves programades es disputaren als Països Catalans: Trial de Reis (la primera, el 22 de gener), Trial de Primavera (la segona, l'1 d'abril), Trial de Figueres, Trial d'Ibi i Trial de Castelló de la Plana.

## Classificació final
| Posició | Pilot            | Motocicleta | Punts |
| ------- | ---------------- | ----------- | ----- |
| 1       | Toni Gorgot      | Bultaco     | 103   |
| 2       | Manuel Soler     | Bultaco     | 90    |
| 3       | Jaume Subirà     | Montesa     | 89    |
| 4       | Miquel Cirera    | Montesa     | 47    |
| 5       | Quico Payà       | SWM/Puch    | 46    |
| 6       | Albert Juvanteny | OSSA        | 36    |
| 7       | Josep Jo         | Montesa     | 36    |
| 8       | Pere Ollé        | Montesa     | 20    |
| 9       | Xavier Miquel    | Bultaco     | 17    |
| 10      | Joaquim Abad     | OSSA        | 15    |

## Classificació per marques
| Posició | Marca   | Punts |
| ------- | ------- | ----- |
| 1       | Bultaco | 117   |
| 2       | Montesa | 91    |
| 3       | OSSA    | 43    |
| 4       | Puch    | 41    |

## Categories inferiors

### Trofeu Sènior
| Posició | Pilot                   | Motocicleta | Punts |
| ------- | ----------------------- | ----------- | ----- |
| 1       | Jaume Roig              | Bultaco     | 73,1  |
| 2       | Carles Casas            | Montesa     | 77,1  |
| 3       | Alfonso Sánchez-Eguibar | Montesa     | 79,7  |

### Copa Júnior
| Posició | Pilot        | Motocicleta | Punts |
| ------- | ------------ | ----------- | ----- |
| 1       | Joan Zurita  | Bultaco     | 45,9  |
| 2       | Pere Mas     | Montesa     | 52,3  |
| 3       | Joan Sabater | Bultaco     | 64,4  |